# Condado de Guara

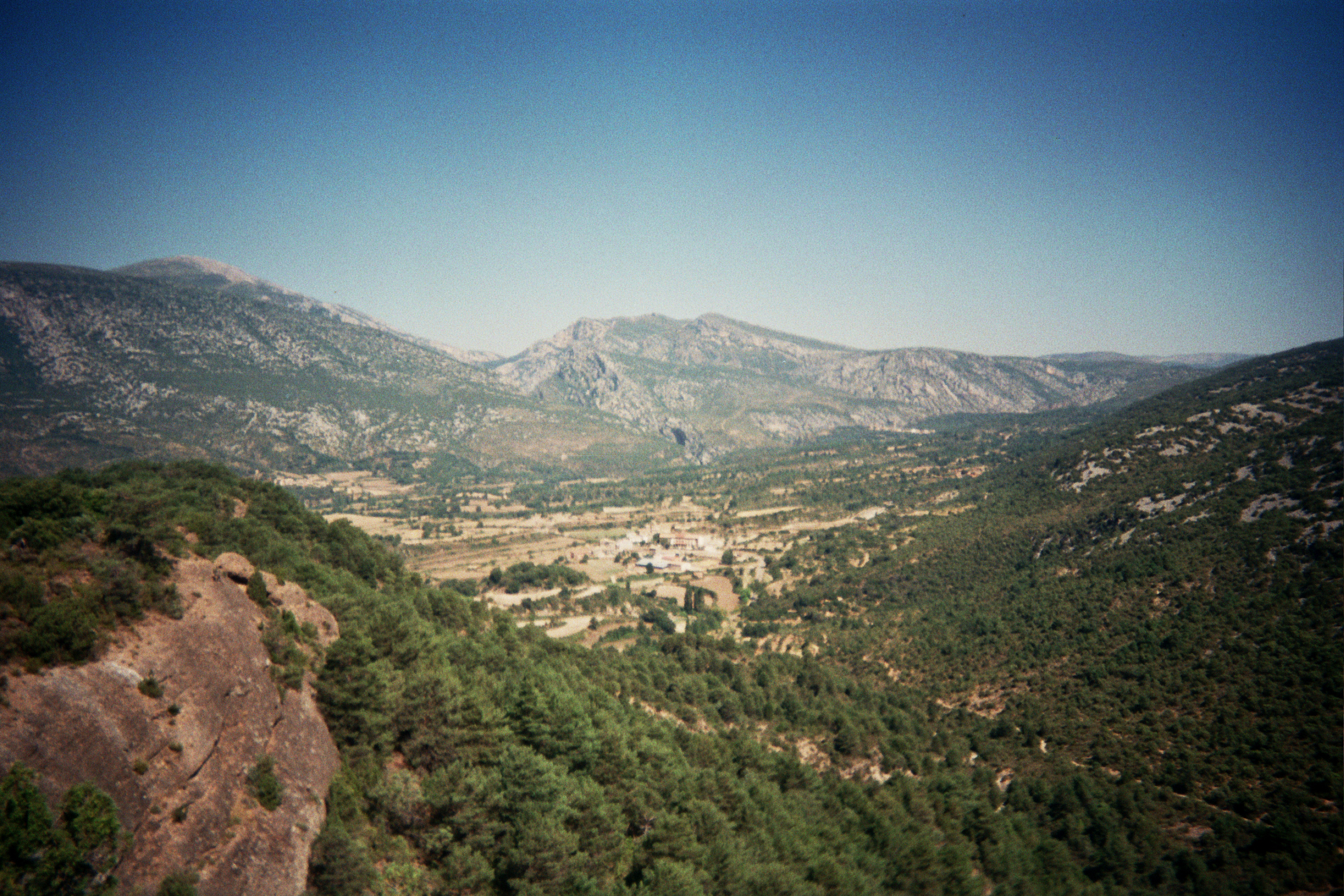
Sierra de Guara

El condado de Guara es un título nobiliario español creado el 20 de agosto de 1678 por el rey Carlos II a favor de Juan Artal de Azlor y Guasso, caballero de la Orden de Santiago.
Su denominación hace referencia a la Sierra de Guara, en el Prepirineo de la provincia de Huesca.

## Condes de Guara
|                        | Titular                                                | Periodo                |
| Creación por Carlos II | Creación por Carlos II                                 | Creación por Carlos II |
| ---------------------- | ------------------------------------------------------ | ---------------------- |
| I                      | Juan Artal de Azlor y Guasso                           | 1678-1696              |
| II                     | Juan Artal de Azlor y Virto de Vera                    | 1696-1710              |
| III                    | Juan José de Azlor y Urríes                            | 1710-1748              |
| IV                     | Juan Pablo de Aragón Azlor y Gurrea                    | 1748-1790              |
| V                      | Víctor Amadeo Azlor de Aragón y Pignatelli             | 1790-1792              |
| VI                     | José Antonio de Azlor de Aragón y Pignatelli de Aragón | 1792-1852              |
| VII                    | Marcelino Azlor de Aragón y Fernández de Córdoba       | 1854-1888              |
| VIII                   | María del Carmen de Aragón Azlor e Idiáquez            | 1889-1905              |
| IX                     | Francisco Javier Aragón-Azlor e Idiáquez               | 1906-1919              |
| X                      | José Antonio Azlor de Aragón y Hurtado de Zaldívar     | 1919-1960              |
| XI                     | María del Pilar Azlor de Aragón y Guillamas            | 1962-1996              |
| XII                    | Álvaro de Urzáiz y Azlor de Aragón                     | 1997-actual titular    |

## Historia de los condes de Guara

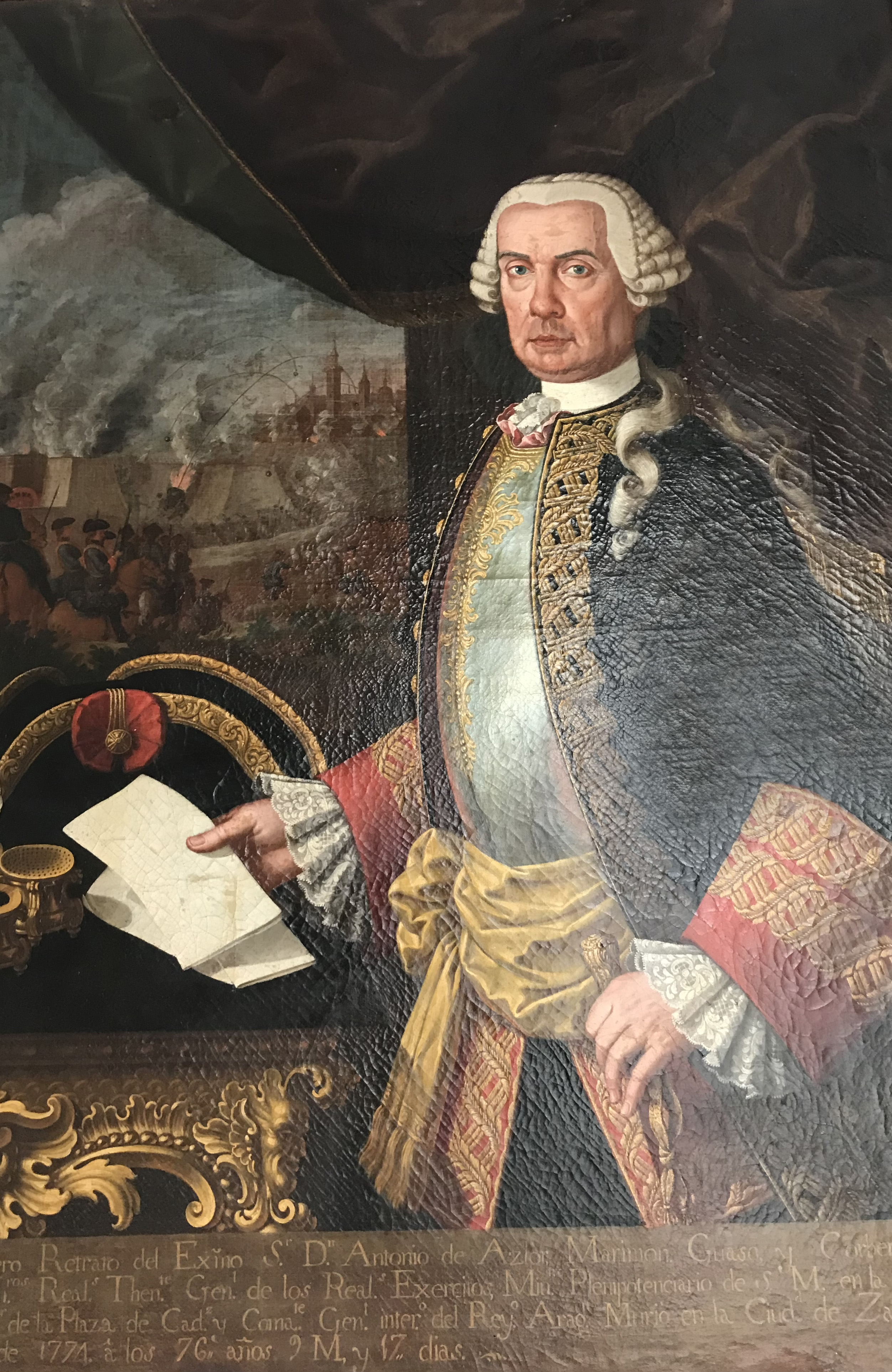
Retrato de Antonio de Azlor y Marimón, segundo hijo del I conde de Guara

- Juan Artal de Azlor y Guasso (1648-1696),  I conde de Guara.

Casó con Josefa María Virto de Vera. Le sucedió su hijo:
- Juan Artal de Azlor y Virto de Vera (Huesca, 1670-Zaragoza, 1710), II conde de Guara.[3]

Casó, en 1701, con Josefa Cecilia de Aragón y Gurrea (antes de Urriés y Gurrea de Aragón), VI condesa de Luna y señora de Pedrola, que había casado en primeras nupcias, en 1695, con José Lorenzo de Aragón y Gurrea, VIII marqués de Navarrés.  Le sucedió su hijo:
- Juan José de Azlor y Urríes (1702-1748), III conde de Guara.[5]

Casó, el 25 de febrero de 1729, en Valencia, con Inés Zapata de Calatayud y Fernández de Híjar, hija de Francisco Antonio Fernández de Híjar y Zapata de Calatayud, IV duque de la Palata, IV marqués de Cábrega, VI conde del Real, XI duque de Lécera, XVI conde de Belchite, IV príncipe de Massalubrense, VII conde de Sinarcas, XV vizconde de Chelva, XV vizconde de Villanova y caballero de la Orden de Montesa. Le sucedió su hijo:
- Juan Pablo Azlor de Aragón (antes Juan Pablo de Azlor y Zapata de Calatayud), (Pedrola, 24 de enero de 1730-Madrid, 18 de septiembre de 1790), IV conde de Guara,[9]  VI duque de la Palata,[6] VI marqués de Cábrega,[9] VIII conde del Real,[8] XI duque de Villahermosa,[10] VI príncipe de Massalubrense, VIII conde de Luna, IX conde de Sinarcas, XVII vizconde de Chelva, XVII vizconde de Villanova,[9] caballero de la Orden del Toisón de Oro (1789), embajador, literato, miembro de la Real Academia Española y coleccionista.[11]

Casó, el 1 de junio de 1769, con María Manuela Pignatelli de Aragón y Gonzaga, hija de Joaquín Atanasio Pignatelli de Aragón, V marqués de Mora, V marqués de Coscojuela de Fantova, XVI conde de Fuentes, VIII conde de Castillo de Centellas, y de María Luisa Gonzaga y Caracciolo, II duquesa de Solferino. Le sucedió su hijo:
- Víctor Amadeo Azlor de Aragón y Pignatelli (Turín, 1779-23 de enero de 1792), V conde de Guara,[12] VII duque de la Palata,[6] VII marqués de Cábrega,[12] IX conde del Real,[8] XII duque de Villahermosa,[10] VII príncipe de Massalubrense, IX conde de Luna y vizconde de Chelva.[12] Sin descendientes, le sucedió su hermano:

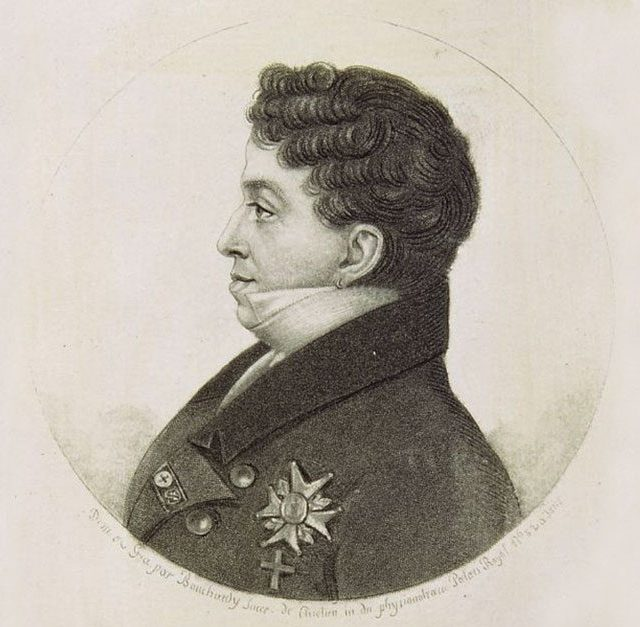
El VI conde de Guara por Valentín Carderera, ca. 1865

- José Antonio de Azlor de Aragón y Pignatelli de Aragón (Madrid, 21 de octubre de 1785-Madrid, 2 de mayo de 1852), VI conde de Guara,[12] X conde de Sinarcas,[12] VIII marqués de Cábrega,[12] X conde del Real,[8] XIII duque de Villahermosa,[10] VIII duque de la Palata,[6] VII príncipe de Massalubrense, X conde de Luna, XVIII vizconde de Chelva, XVIII vizconde de Villanova,[12] I conde de Moita, en Portugal (1825), diplomático, maestrante de Zaragoza, caballero de la Orden del Toisón de Oro, Gran Cruz de la Orden de Carlos III y embajador en Portugal.[13]

Casó, el 14 de septiembre de 1814, con María del Carmen Fernández de Córdoba y Pacheco, hija de Manuel Antonio Fernández de Córdoba y Pimentel, X marqués de Povar, IX marqués de Malpica, VIII marqués de Mancera, VIII conde de Gondomar y VII marqués de Montalbo, y de María del Carmen Pacheco y Téllez-Girón, V duquesa de Arión. Le sucedió hijo
- Marcelino Azlor de Aragón y Fernández de Córdoba (7 de julio de 1815-14 de noviembre de 1888), VII conde de Guara,[12] XIV duque de Villahermosa[10] y XI conde de Luna,[10] (intitulado XI conde-duque de Luna).[12]

Casó, en 1841, con su cuñada, María de Idiáquez Corral y Carvajal. Le sucedió su hija:
- María del Carmen de Aragón Azlor e Idiáquez (Madrid, 30 de diciembre de 1841-5 de septiembre de 1905), VIII condesa de Guara,[12] XV duquesa de Villahermosa[10] y XII condesa de Luna,[10] (intitulada condesa-duquesa de Luna).

Casó, en Zarauz, en 1862, con José Manuel de Goyeneche y Gamio, II conde de Guaqui. Sin descendientes. Le sucedió el hijo de José Antonio Azlor de Aragón y Fernández de Córdoba, XI conde del Real, hermano del VII conde de Guara:
- Francisco Javier Aragón-Azlor e Idiáquez (1842-1919), IX conde de Guara,[12] XVI duque de Villahermosa,[10] VI duque de Granada de Ega, XII marqués de Cortes, VII marqués de Valdetorres, IX conde de Javier, vizconde de Zolina, XVI vizconde de Muruzábal, XVI, XIII conde de Luna,  XXV vizconde de Villanova, y vizconde de Chelva.

Casó, el 12 de octubre de 1871, en Azcoitia, con Isabel María Hurtado de Zaldívar y Heredia, hija de José Manuel Hurtado de Zaldívar y Fernández de Villavicencio, IV conde de Zaldívar, vizconde de Portocarrero y IV marqués de Villavieja. Le sucedió su hijo:
- José Antonio Azlor de Aragón y Hurtado de Zaldívar (Biarritz, 14 de enero de 1873-San Sebastián, 18 de julio de 1960),[14] X conde de Guara,[14] XIII conde del Real,[8] XVII duque de Villahermosa,[10] VII duque de Granada de Ega, II duque de Luna, XIII marqués de Cortes, X marqués de Cábrega, VIII marqués de Valdetorres, XIV conde de Luna, X conde de Javier, XVIII vizconde de Zolina, XVIII vizconde de Muruzábal y marqués de Narros, gentilhombre grande de España con ejercicio y servidumbre del rey Alfonso XIII y senador.[14]

Casó, en 1906, con María Isabel Guillamas y Caro (1887-1967) XI marquesa de San Felices, VII condesa de Mollina y XI condesa de Villalcázar de Sirga. Le sucedió su hija:
- María del Pilar Azlor de Aragón y Guillamas (San Sebastián, 1 de octubre de 1908-Javier, 7 de agosto de 1996), XI condesa de Guara,[15] XIV condesa del Real,[8] XVIII duquesa de Villahermosa,[10] III duquesa de Luna, IX duquesa de la Palata, XIV marquesa de Cortes, XI marquesa de Cábrega, IX marquesa de Valdetorres, XV condesa de Luna, XI condesa de Javier, XIX vizcondesa de Muruzábal y XIX vizcondesa de Zolina.[15]

Casó con Mariano de Urzáiz Silva Salazar y Carvajal, XII conde del Puerto. Le sucedió su hijo:
- Álvaro Urzáiz y Azlor de Aragón (n. Pedrola, 14 de junio de 1937), XII conde de Guara,[15] XII marqués de Cábrega,[16] XIX duque de Villahermosa, XV marqués de Cortes, XVI conde de Luna, XX vizconde de Muruzábal, X marqués de Narros, XIII conde del Puerto, XIII conde de Javier, XXI vizconde de Zolina y maestrante de Zaragoza.[15]